# Wainwright (Alaska)
Wainwright è una città degli Stati Uniti d'America, situata nel Borough di North Slope, nello Stato dell'Alaska.